# Корчула (город)
Это статья о городе Корчула. Статью об одноимённом острове см. Корчула
Ко́рчула (хорв. Korčula слушатьо файле, итал. Curzola) — город в Хорватии, крупнейший город одноимённого острова. Население — 2 839 человек в самом городе, 5 634 человек в общине с центром в Корчуле (2011).

## Общие сведения
Корчула расположена на северо-восточном побережье острова. Автомобильные дороги ведут из города на восток в сторону посёлка Лумбарда и на запад в сторону Вела-Луки. Город расположен на полуострове, который вдаётся в Пелешацкий пролив, отделяющий остров Корчула от полуострова Пелешац.

## История

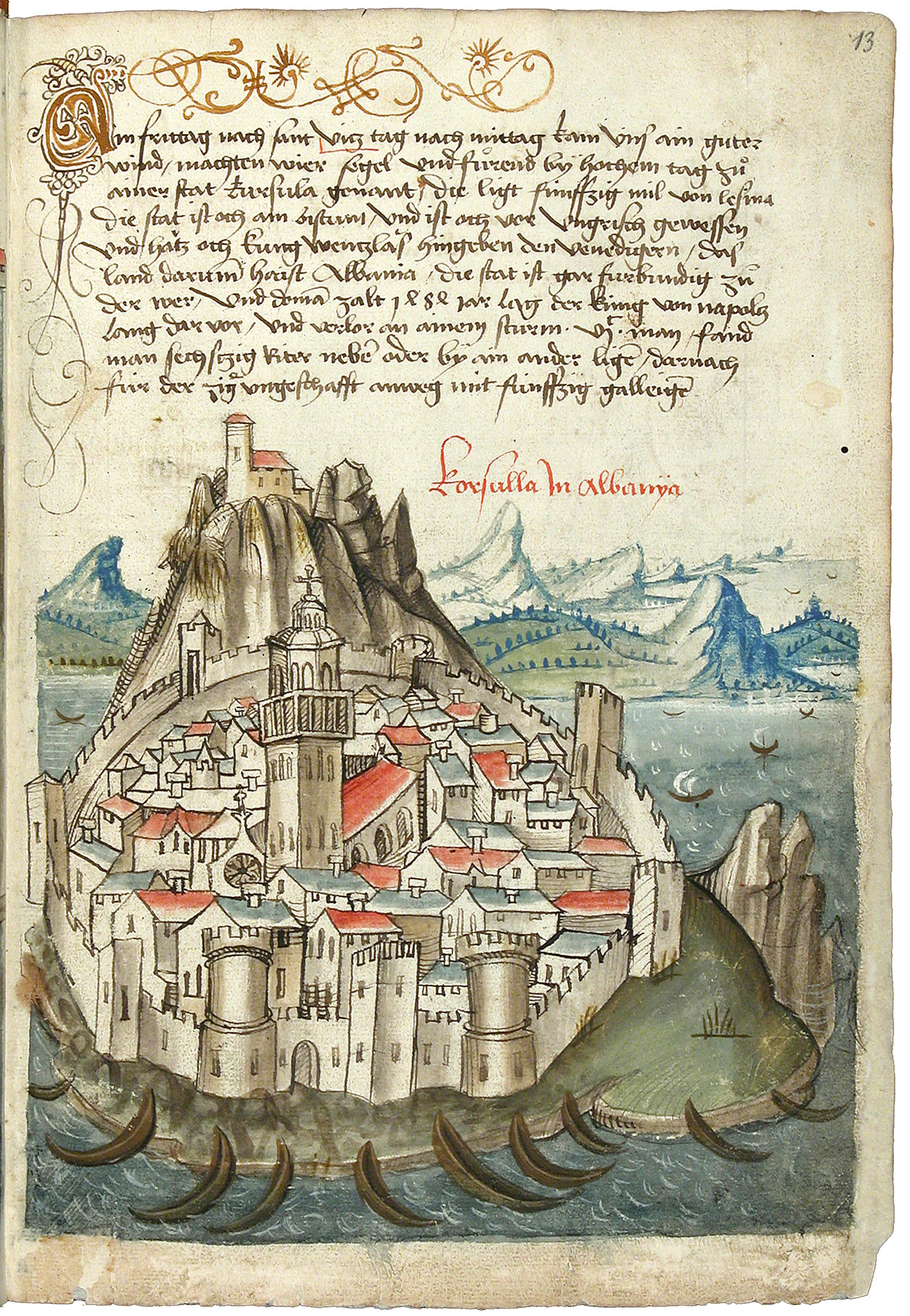
Корчула в 1486 г. Рисунок из описания путешествия в Иерусалим Конрада Грюненберга

Корчула — один из самых старых городов Адриатики. На месте города существовало древнегреческое, а затем римское поселение.
На протяжении XII-XV века, Корчула многократно переходила из рук в руки. Она управлялась местными славянскими князьями, Венецией, Венгрией, Генуей, имела краткий период независимости, принадлежала Дубровницкой республике, пока в 1420 году окончательно не перешла под контроль венецианцев. В период независимости на Корчуле в 1214 году был издан т. н. Корчуланский устав, свод законов, определивший статус острова и ставший одним из старейших из известных истории юридических документов Далмации.
Согласно местной традиции именно в г. Корчула в 1254 году родился великий путешественник Марко Поло. В 1298 году рядом с островом произошло морское сражение между флотами Генуи и Венеции, закончившиеся победой генуэзцев. Марко Поло, возможно, принимал участие в этой битве на стороне венецианцев, был взят в плен и отвезён в Геную, где в тюрьме и надиктовал книгу о своих путешествиях.

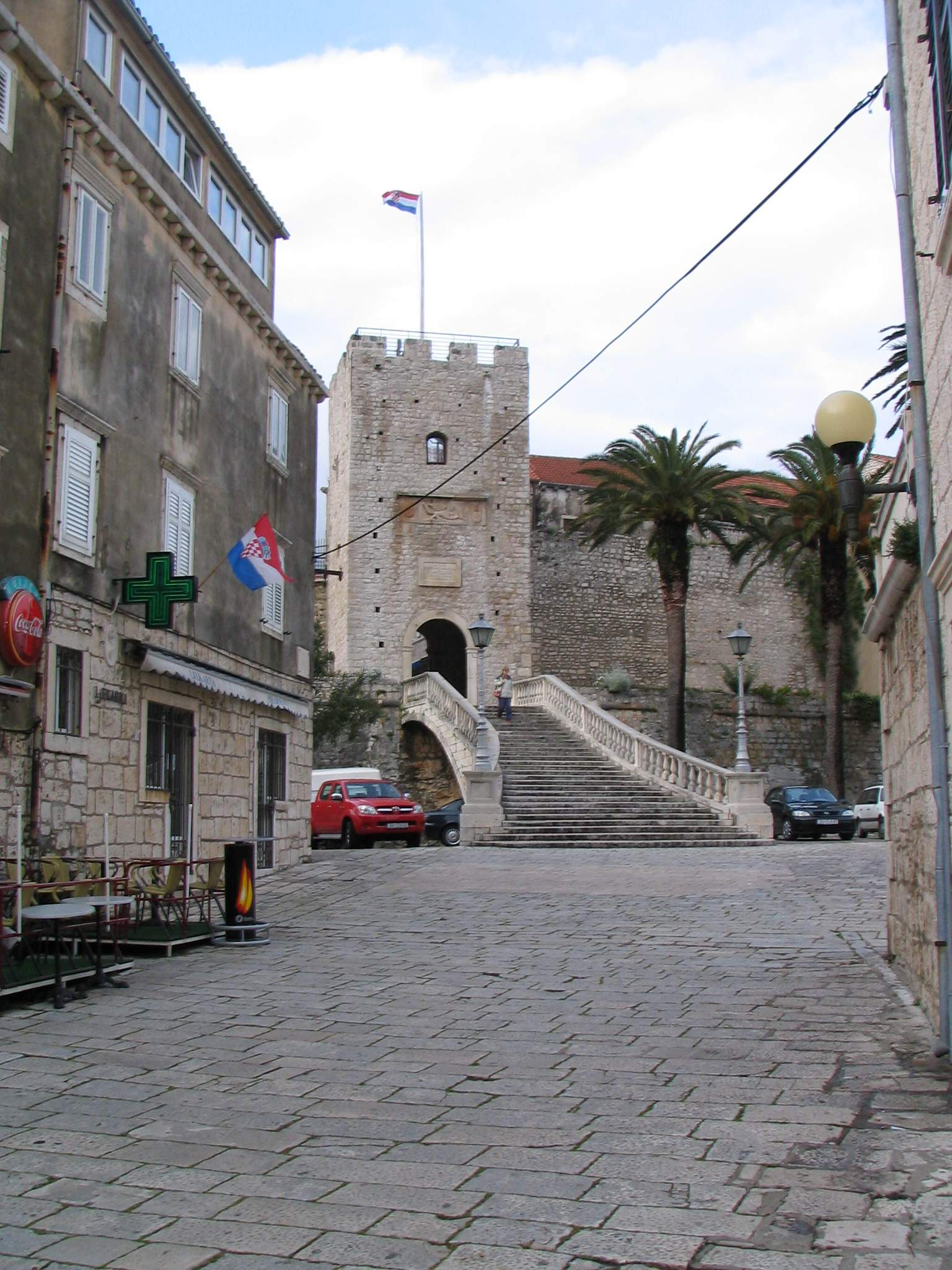
Башня на входе в старый город

В 1797 году Венецианская республика была разделена между Францией и Габсбургской империей. Корчула отошла Габсбургам, однако во время наполеоновских войн в 1806 году город был занят французами и включён в состав французской империи. В 1807 году Корчула была взята объединёнными силами черногорцев и русского флота под командованием Д. Н. Сенявина), однако по окончании войны в 1815 году весь остров Корчула вместе с далматинским побережьем отошёл Австрии.
В 1918—1921 годах город оккупировали итальянцы, после первой мировой войны он стал частью Югославии. Во время второй мировой войны Корчула была вновь занята итальянцами. По узкому Пелешацкому проливу, как и в Средние века, прошла граница, только не между Венецией и Дубровникской республикой, а между Италией и усташеским Независимым государством Хорватия. На острове активно действовало антифашистское партизанское движение и к 1943 году партизаны полностью установили контроль над Корчулой. После краткого вторжения на остров немецких сил в 1944 году город был полностью освобождён.
После окончания войны Корчула вошла в состав Хорватии, составлявшей одну из республик СФРЮ. После распада последней в 1990 году — часть независимой Хорватии.

## Достопримечательности

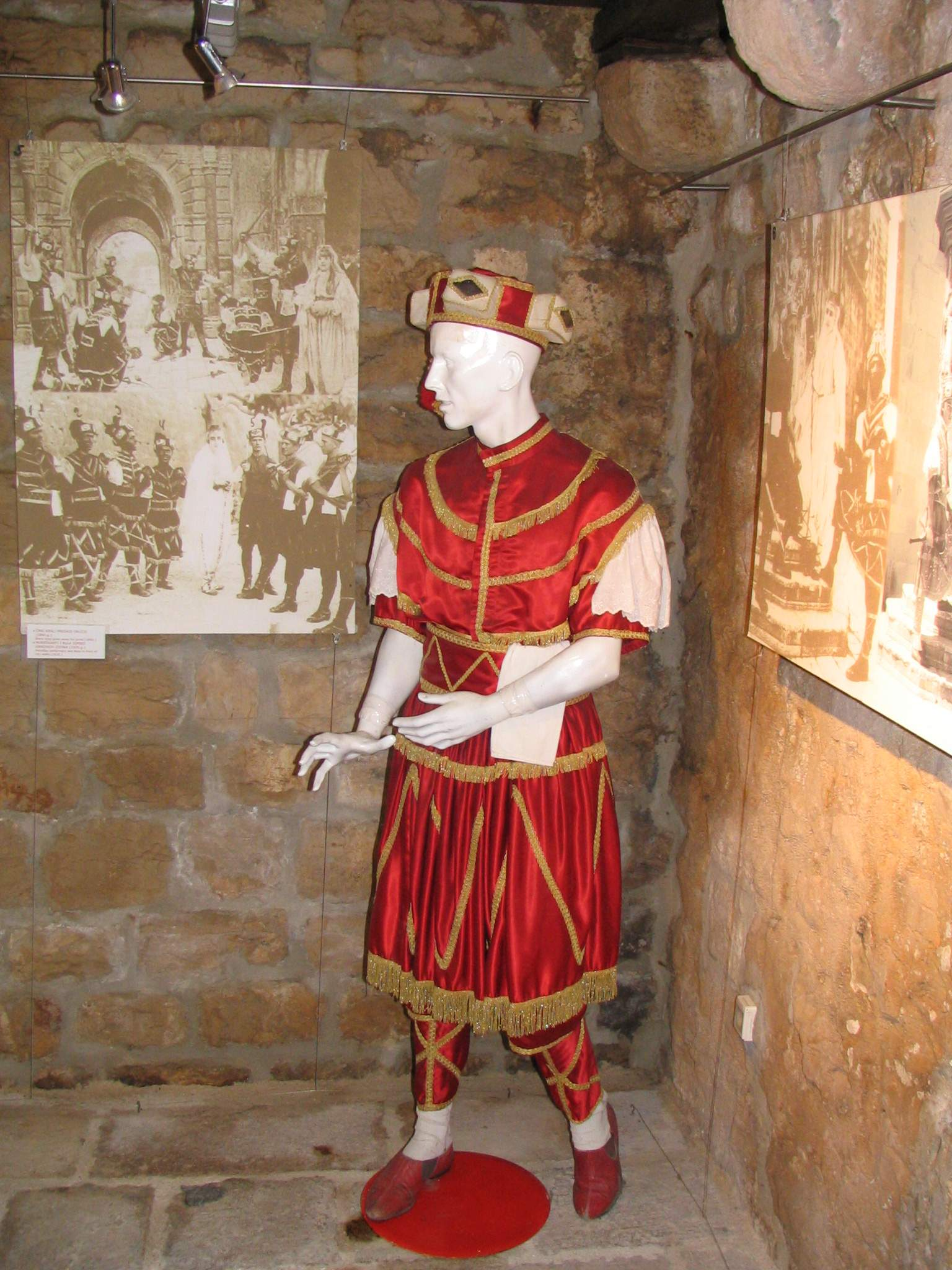
Костюм участника морешки

Старый город Корчулы — великолепно сохранившийся образец средневекового далматинского города с узкими улочками и старинными зданиями. Построен большей частью в венецианский период. Старый город Корчулы находится в предварительном списке на включение в число объектов Всемирного наследия ЮНЕСКО (см. Список объектов Всемирного наследия ЮНЕСКО в Хорватии).
- Собор святого Марка — (построен в 1301 году, перестраивался вплоть до 1806 года) сочетает элементы готики и ренессанса.
- Крепостные стены — самое старое сооружение города, датируются XIII—XIV веками.
- Княжеский дворец — дворец XIV века, одно из самых старинных зданий города
- Францисканский монастырь (XIV век)
- Церковь всех святых (1306 год)
- Капелла св. Петра (XVI век)
- Дворец Гарибальди — ренессансный дворец, в настоящее время музей города

## Традиции
- en:Moreška — рыцарский танец с мечами XV века. Танец аллегорически воспроизводит битву с турками и был очень популярен по всему Средиземноморью, но сегодня он сохранился только в городе Корчула. Представляя добро и зло, а также, аллегорически, христиан и мусульман, армии белого и чёрного королей сражаются за любовь девушки. В течение лета «Морешка» ставится в городе Корчула еженедельно.

## Известные уроженцы
- Душко Антунович (фр. Duško Antunović), хорватский ватерполист и тренер, призёр международных соревнований, первый тренер независимой хорватской сборной (ум. 2012).[2][3]